# Karin-Simone Fuhs

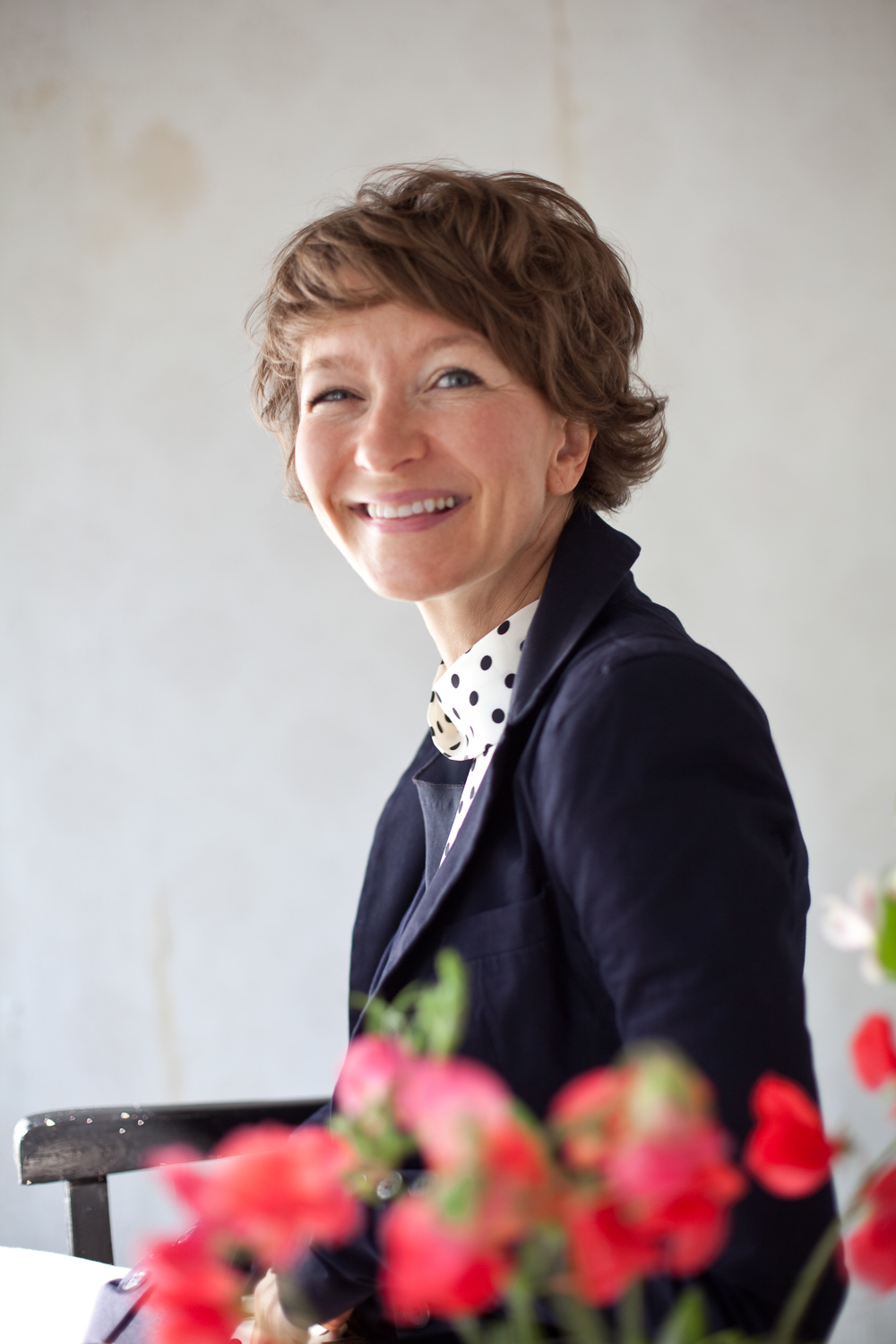

Karin-Simone Fuhs (* 1968 in Leverkusen) ist eine deutsche Designerin und Professorin für Nachhaltiges Design an der Alanus Hochschule für Kunst und Gesellschaft in Alfter bei Bonn.

## Leben und Wirken
Karin-Simone Fuhs wuchs in Kairo (Ägypten) auf. Nach ihrem Designstudium an der TH Köln gründete sie 1994 die ecosign/Akademie für Gestaltung in Köln.
2013 wurde Fuhs von der Alanus Hochschule zur ordentlichen Professorin im Fachbereich Bildende Kunst berufen. Dort liegt ihr Lehr- und Forschungsschwerpunkt im Bereich Nachhaltiges Design. Im gleichen Jahr war Fuhs (Mit-)Herausgeberin des Werkes „Die Geschichte des Nachhaltigen Designs“.

## Mitgliedschaften
Fuhs ist Mitglied im Beirat für den Bundespreis Ecodesign, Mitgründerin des Verbandes nachhaltiger Unternehmen „dasselbe in grün e.V.“ sowie Jurymitglied zahlreicher Preise in den Bereichen Design (z. B. Red Dot Award, Jameson Award, Dyson Award) und Nachhaltigkeit (z. B. Effizienz-Preis NRW).

## Auszeichnungen
Fuhs wurde unter anderem mit dem Utopia-Award in der Kategorie „Vorbilder“ sowie mit dem nawi-Award in der Kategorie „Persönlichkeiten“ für nachhaltiges Wirtschaften im Mittelstand ausgezeichnet.

## Veröffentlichungen
- Die Geschichte des nachhaltigen Designs: welche Haltung braucht Gestaltung? Heinrich-Böll-Stiftung, VAS, Bad Homburg 2013, ISBN 978-3-88864-521-1